# Malé Březno (Most)
Malé Březno é uma comuna checa localizada na região de Ústí nad Labem, distrito de Most.